# Stefano Ittar

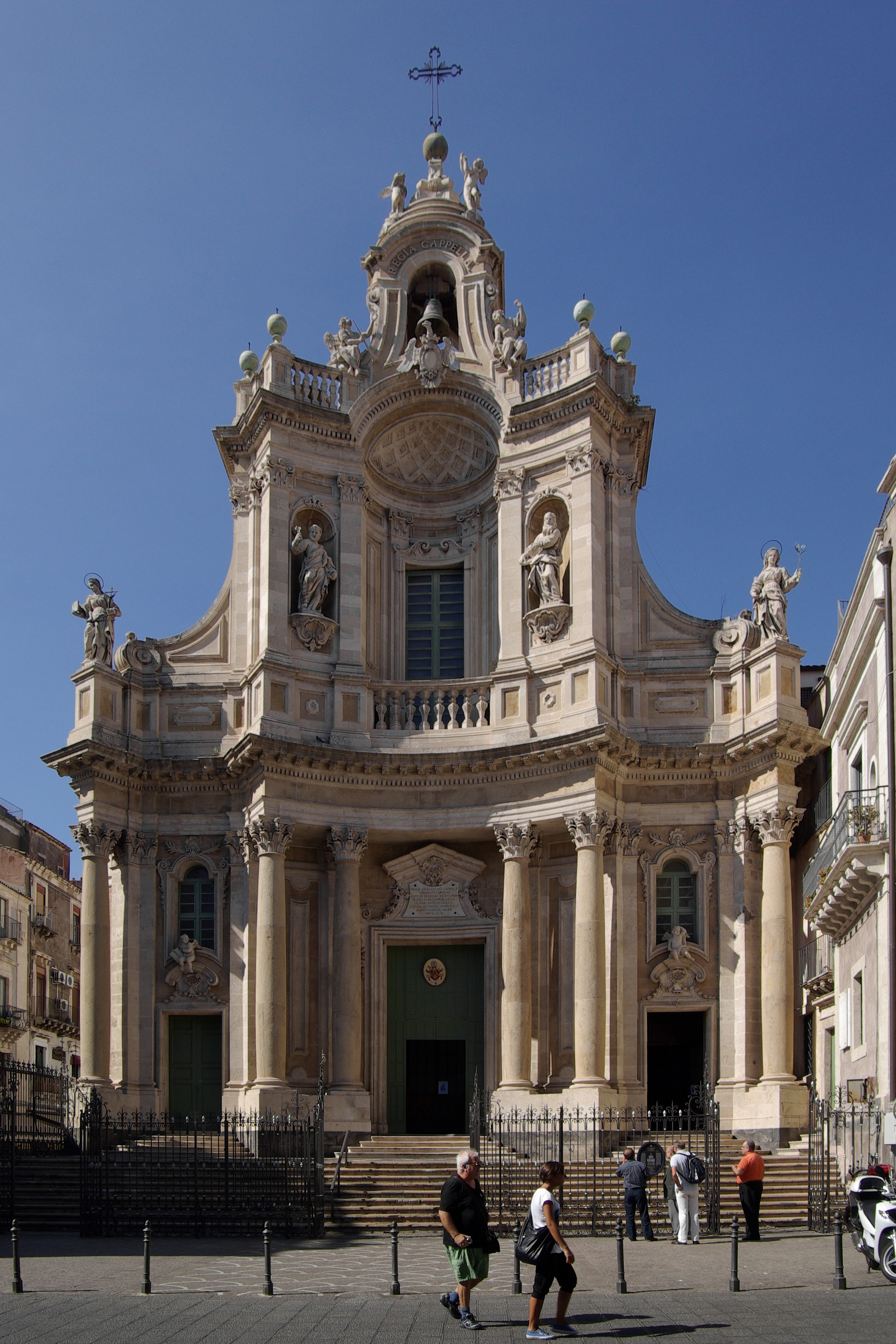
La façade de la Collegiata à Catane, bel exemple de baroque tardif, fut achevée par Stefano Ittar vers 1768.

Stefano Ittar, né le 15 mars 1724 à Ovroutch (Pologne-Lituanie) et mort le 18 janvier 1790 à La Valette, est un architecte polonais.

## Biographie
Il étudia l’architecture à Rome en s’imprégnant des réalisations de Francesco Borromini.
En 1765, Ittar s’installa à Catane, en Sicile. La ville s’était déjà largement remise des destructions occasionnées par le séisme de 1693, en particulier grâce aux efforts de Giovan Battista Vaccarini qui avait reconstruit des quartiers entiers dans le style du baroque tardif.
Parmi les réalisations de Stefano Ittar à Catane, on compte l’église San Martino ai Bianchi, l’église San Placido, la Porta Garibaldi, et surtout la façade de la  Collegiata, considérée comme son chef-d’œuvre et comme un modèle en matière de clair-obscur.
Deux des fils de Stefano, Sebastiano et Henryk, devinrent eux aussi des architectes réputés, l’un en Sicile, l’autre en Pologne.